# الترجمة الآلية القائمة على النقل

يُظهِر هرم برنارد فوكوا العمق النسبي للتمثيل الوسيط في الترجمة الآلية في الذروة، تليها الترجمة القائمة على النقل ، ثم الترجمة المباشرة.

الترجمة الآلية القائمة على النقل هي نوع من الترجمة الآلية (MT). وهي حاليًا إحدى أكثر طرق الترجمة الآلية استخدامًا. على عكس النموذج المباشر الأكثر بساطة في الترجمة الآلية، فإن الترجمة الآلية بالنقل تقسم الترجمة إلى ثلاث خطوات: تحليل نص اللغة المصدر لتحديد هيكلها النحوي، ثم نقل الهيكل الناتج إلى هيكل مناسب لإنتاج النص في اللغة الهدف، وأخيراً إنتاج هذا النص. وبالتالي، فإن نظم الترجمة الآلية القائمة على النقل قادرة على استخدام المعرفة بلغات المصدر والهدف.

## التصميم
كل من الترجمة الآلية القائمة على النقل والترجمة الآلية القائمة على الوسيط لديهما نفس الفكرة: لإجراء الترجمة، من الضروري أن يكون لديك تمثيل وسيط يلتقط "المعنى"  الأصلي للجملة لإنتاج الترجمة الصحيحة. ففي الترجمة الآلية القائمة على الوسيط، يجب أن يكون هذا التمثيل الوسيط مستقلاً عن اللغات المعنية، بينما في الترجمة الآلية القائمة على النقل، تعتمد بعض الشيء على الزوج اللغوي المعني.
تختلف طريقة عمل نظم الترجمة الآلية القائمة على النقل اختلافًا كبيرًا، ولكنها بشكل عام تتبع نفس النمط: فهي تطبق مجموعة من القواعد اللغوية التي يتم تعريفها على أنها تتوافق بين بنية اللغة المصدر ولغة الهدف. حيث تتضمن المرحلة الأولى تحليل نص المدخل للصرف وبناء الجملة (وأحيانًا الدلالات ) لإنشاء تمثيل داخلي. ويتم إنشاء الترجمة من هذا التمثيل باستخدام كلاً من القواميس ثنائية اللغة والقواعد النحوية.
من الممكن باستخدام استراتيجية الترجمة هذه الحصول على ترجمات عالية الجودة إلى حد ما، وبدقة تصل إلى 90٪.[مبهم] (على الرغم من أن هذا يعتمد بشكل كبير على الزوج اللغوي المعني، على سبيل المثال المسافة بينهما).

## التشغيل
في نظام الترجمة الآلية القائم على النقل، يتم أولاً تحليل النص الأصلي صرفياً ونحويًا من أجل الحصول على تمثيل نحوي. ويمكن بعد ذلك تحسين هذا التمثيل إلى مستوى أكثر تجريدًا مع التركيز على الأجزاء ذات الصلة بالترجمة وتجاهل الأنواع الأخرى من المعلومات. ثم تحول عملية النقل هذا التمثيل النهائي (لا يزال في اللغة الأصلية) إلى تمثيل على نفس مستوى التجريد في اللغة الهدف. ويشار إلى هذين التمثيلين على أنهما تمثيلات "وسيطة". من تمثيل اللغة الهدف ، ثم يتم تطبيق المراحل بعد ذلك بشكل عكسي.

## التحليل والتحول
يمكن استخدام طرق مختلفة للتحليل والتحويل قبل الحصول على النتيجة النهائية. بالإضافة إلى ذلك، يمكن استخدام النهج الإحصائي لإنتاج أنظمة هجينة. تعتمد الطرق التي يتم اختيارها والتركيز عليها بشكل كبير على تصميم النظام، ومع ذلك، فإن معظم الأنظمة تشمل على الأقل المراحل التالية:
- التحليل الصرفي . يتم تصنيف الأشكال السطحية للنص المدخل إلى جزء من الكلام (مثل الاسم والفعل وما إلى ذلك) والفئة الفرعية (العدد والجنس والزمن ، إلخ. ). وعادة ما يتم إخراج جميع "التحليلات" الممكنة لكل شكل سطحي في هذه المرحلة ، جنبًا إلى جنب مع الشكل المعجمي للكلمة.
- التصنيف اللغوي. في أي نص معين قد تحتوي بعض الكلمات على أكثر من معنى واحد، مما يسبب الغموض في التحليل. ينظر التصنيف اللغوي إلى سياق الكلمة لمحاولة تحديد المعنى الصحيح في السياق المدخل. ويمكن أن يشمل ذلك وضع علامات على جزء من الكلام وتوضيح معنى الكلمة .
- النقل اللغوي. هو في الأساس ترجمة القاموس. حيث يتم البحث عن الكلمة الأصلية في اللغة المصدر  (ربما مع معلومات دلالية) في قاموس ثنائي اللغة ويتم اختيار الترجمة.
- النقل الهيكلي. بينما تتعامل المراحل السابقة مع الكلمات، فإن هذه المرحلة تتعامل مع مكونات أكبر، على سبيل المثال العبارات والمقاطع . وتشمل السمات النموذجية لهذه المرحلة التوافق بين الجنس والعدد وإعادة ترتيب الكلمات أو العبارات.
- الجيل الصرفي. يتم إنتاج الأشكال السطحية للغة الهدف من مخرجات مرحلة النقل الهيكلي.

## أنواع النقل
إحدى السمات الرئيسية لأنظمة الترجمة الآلية القائمة على النقل هي المرحلة التي "تنقل" التمثيل الوسيط للنص في اللغة الأصلية إلى تمثيل وسيط للنص في اللغة الهدف. ويمكن أن يعمل هذا على أحد مستويين من التحليل اللغوي، أو في مكان ما بينهما. المستويات هي:
- النقل السطحي (أو النحوي). يتميز هذا المستوى بنقل "الهياكل النحوية" بين لغة المصدر واللغة الهدف. وهو مناسب للغات من نفس العائلة أو من نفس النوع، على سبيل المثال في اللغات الرومانسية مثل الإسبانية والكتالونية والفرنسية والإيطالية، إلخ.
- النقل العميق (أو الدلالي). يبني هذا المستوى تمثيلًا دلاليًا يعتمد على اللغة المصدر. ويمكن أن يتكون هذا التمثيل من سلسلة من الهياكل التي تمثل المعنى. وعادة ما يتم إنتاج المسندات في أنظمة النقل هذه. وعادة ما تتطلب الترجمة أيضًا النقل الهيكلي. حيث يستخدم هذا المستوى للترجمة بين اللغات ذات الصلة البعيدة (على سبيل المثال الإسبانية-الإنجليزية أو الإسبانية-الباسكية، إلخ.)

## أنظر أيضا
- الترجمة الآلية الإحصائية